# Módulo de embarque y almacenamiento
El Módulo de Embarque y Almacenamiento, en inglés (DSM)Docking and Stowage Module, fue un elemento ruso de la Estación Espacial Internacional que tenía previsto proporcionar las instalaciones para el almacenamiento y puertos de embarque adicionales. El Módulo de Embarque y Almacenamiento hubiera sido usado para almacenamiento adicional y para supervisar el acoplamiento de las Soyuz, y hubiera sido llevado a la Estación Espacial Internacional en una lanzadera Protón.
El DSM habría sido montado al puerto de atraque nadir(de cara a la Tierra) del módulo Zaryá. Es similar en tamaño y forma al módulo Zarya.
Este módulo de la EEI fue cancelado debido a restricciones de presupuesto por parte de Rusia. Rápidamente se consideró reemplazarlo con un módulo (MPM) Multi Purpose Module llamado Enterprise, pero en su lugar irá ahora el Módulo Laboratorio Multipropósito.